# Egmont Village
Egmont Village ist eine kleine Siedlung im New Plymouth District der Region Taranaki auf der Nordinsel von Neuseeland.

## Geographie
Egmont Village liegt rund 12 km südöstlich von New Plymouth und rund 6 km westlich von Inglewood in den nordöstlichen Aucläufern des Mount Taranaki. Der Waiwhakaiho River verläuft westlich und der Mangaoraka Stream östlich des Ortes.

## Bevölkerung
Zum Zensus des Jahres 2013 zählte der Ort 594 Einwohner, 23,0 % mehr als zur Volkszählung im Jahr 2006.

## Infrastruktur

### Verkehr
Der New Zealand State Highway 3 verläuft direkt durch den Ort und verbindet ihn mit Inglewood und New Plymouth. Zahlreiche Stichstraßen führen von hinauf zum Mount Taranaki und dienen als Zugang für Wandertouren.

### Bildungswesen
Die Egmont Village School ist eine Grundschule mit 125 Schülern im Jahre 2014.